# 883
883 је била проста година.

## Догађаји
- Википедија:Непознат датум — Владавина династије Абасида у Багдаду.

- Пролеће – Викиншки јуришници пустоше Фландрију и опљачкају опатију у Сен Кантену. Краљ Карломан II блокира њихов пролаз код Лавијера, који је био на обалама Соме. У међувремену, Викинзи улазе у реон Рајне, али их враћа Хенри од Франконије (вероватно маркгроф Саксоније). Презимљују у Дуизбургу.
- Краљ Карло Дебели путује у Нонантолу (Северна Италија), где се састаје са папом Марином I. Прима притужбе Гаја II од Сполета, који је званични „заштитник“ Рима, и врши инвазију на Папску државу. Краљ Карло наређује Гају да се појави пред судом.
- Гај II од Сполета почиње побуну и окупља војску подржану арапским помоћницима. Краљ Карло Дебели шаље Беренгара од Фурланије са експедиционом јединицом да му одузме Сполето. Епидемија пустоши Беренгарову војску и приморава је да се повуче.
- Сватоплук I, владар (кнез) Велике Моравске, осваја Доњу Панонију, током сукоба за сукцесију у Источнофраначком краљевству.
- Први историјски документ (који је написао Регино од Прума) помиње Дуизбург.
- Побуна Занџа: Абасидски генерал Ал-Мувафак доводи египатске снаге да му помогну у његовој двогодишњој опсади главног града Занџа Мукхтаре. Заузео је град и сломио побуну која је опустошила Халдеју (савремени Ирак) од 869.
- 11. септембар – Јазаман ал-Кадим, абасидски гувернер Тарса, разбија византијску војску под вођством генерала Кесте Стипиотеса, у ноћном нападу. Према арапским хроничарима, 70.000 од 100.000 византијских војника је убијено.